# غناوة كان (دوراهي)
غناوة كان (بالفارسية: گناوه کان) هي قرية تقع في إيران في قسم درواهي الريفي. يقدر عدد سكانها بـ 42 نسمة بحسب إحصاء 2016.